# Haribon Chebani
Haribon Chebani fue el Presidente provisional de la Unión de las Comoras entre el 26 y el 27 de noviembre de 1989, después del asesinato de Ahmed Abdallah el 26 de noviembre en confusos incidentes. El corto período en el cargo se explica por un golpe de Estado liderado por el medio hermano de Ali Soilih, Said Mohamed Djohar, quien lo saca del cargo y toma control del país como nuevo presidente.
Chebani hasta antes de tomar el cargo provisional, era presidente de la Corte Suprema comorense asumiendo el mandato presidencial el mismo día del asesinato de Abdallah, siendo miembro del mismo partido, la Unión Comorense para el Progreso (UDP).